# 邓宗瀛
邓宗瀛（1892年—？），江西高安人，中华民国外交官。
邓宗瀛于1911年获第三批庚子赔款赴美留学，先后毕业于威斯康辛大学、哥伦比亚大学。回国后即任职于外交部。1925年起，曾任中华民国驻秘鲁公使馆秘书兼理总领事、外交部秘书。1934年至1937年间出任中华民国驻马尼拉总领事。